# Represje wobec wikipedystów na Białorusi
Represje wobec wikipedystów na Białorusi – seria działań podejmowanych przez władze Białorusi od 2022 roku, obejmujących aresztowania, zatrzymania i inne formy nacisku wobec edytorów Wikipedii. Działania te są częścią szerszej kampanii represji wobec społeczeństwa obywatelskiego i niezależnych źródeł informacji w kraju.

## Kontekst historyczny
Białoruska Wikipedia, założona w 2004 roku, stała się ważną platformą dla zachowania i promocji języka białoruskiego, kultury oraz historii. Po kontrowersyjnych wyborach prezydenckich w 2020 roku władze Białorusi znacząco zaostrzyły kontrolę nad przestrzenią informacyjną, koncentrując się przede wszystkim na represjach wobec niezależnych mediów.
Po rozpoczęciu wojny w Ukrainie białoruskie władze zaczęły aktywnie promować narrację mającą na celu dyskredytację Wikipedii oraz jej edytorów. Na przykład propagandystka Ludmiła Hładkaja stwierdziła, że „Wikipedia to broń masowego rażenia przeciwko krajom postsowieckim, a białoruski rozdział jest redagowany z Polski”. Wikipedia jest przez białoruskie władze przedstawiana jako wrogi podmiot zagraniczny i zagrożenie dla bezpieczeństwa narodowego, co służy jako uzasadnienie dla represji wobec jej użytkowników.
Tego rodzaju działania mają na celu delegitymizację Wikipedii i jej autorów. Nie są one odosobnionym incydentem, lecz przejawem systematycznego tłumienia wolności słowa i swobód obywatelskich przez reżim Aleksandra Łukaszenki.

## Przypadki represji
- Kwiecień 2022: białoruski wikipedysta, Pawieł Piernikaŭ, został skazany na dwa lata kolonii karnej. Postawiono mu zarzuty „dyskredytacji Republiki Białoruś” za edytowanie artykułów w białoruskiej Wikipedii, w których opisywał represje polityczne na Białorusi w latach 2020–2021 oraz działania cenzury. Był to jeden z pierwszych tak głośnych przypadków aresztowania i skazania osoby za edytowanie treści w Wikipedii[9][10]
- Marzec 2022: Jednym z pierwszych głośnych przypadków było aresztowanie znanego białoruskiego wikipedysty, Marka Bernsteina, w marcu 2022 roku. Został on zatrzymany pod zarzutem „działań dyskredytujących Republikę Białoruś” i „organizowania i przygotowywania działań rażąco naruszających porządek publiczny”. Zarzuty te były związane z jego działalnością w Wikipedii, w szczególności z edytowaniem artykułów dotyczących rosyjskiej inwazji na Ukrainę, które rzekomo zawierały „antybiałoruskie” treści. Bernstein został skazany na 15 dni aresztu administracyjnego, a następnie na trzy lata ograniczenia wolności („domowy areszt”). Był to sygnał dla innych wikipedystów, że ich działalność jest monitorowana[11][12].
- Maj 2025: Raportowano również o innych aresztowaniach osób, które brały udział w edytowaniu Wikipedii, np. Maksima Lepuszenki[13] i Olgi Sitnik[14]. Informacje na ich temat są często ograniczone ze względu na politykę władz białoruskich, które utrudniają dostęp do danych o zatrzymanych[15].

## Reakcje międzynarodowe
Organizacje praw człowieka, takie jak Freedom House, potępiły działania władz białoruskich jako próbę ograniczenia wolności słowa i dostępu do niezależnych informacji. W odpowiedzi na prześladowania wikipedystów na Białorusi społeczność Wikipedii podjęła decyzję o ukryciu autorów edycji w artykułach o tematyce wojskowej i politycznej. Oznacza to, że adresy IP i nazwy kont użytkowników nie są już dostępne nie tylko dla czytelników i zwykłych edytorów, ale nawet dla administratorów białoruskiej wersji językowej. Celem tego kroku jest ochrona edytorów przed inwigilacją i represjami ze strony państwa.

## Skutki represji
Zdaniem niektórych edytorów białoruskiej Wikipedii, próby władz kontrolowania treści encyklopedii lub szerzenia propagandy nie przynoszą rezultatów ze względu na wewnętrzne zasady platformy. Aresztowania nie doprowadziły do zmian w zawartości artykułów. Uprawnienia administracyjne zatrzymanych zostały tymczasowo ograniczone przez społeczność Wikipedii w celu zapobieżenia nieautoryzowanym edycjom.
Jednakże obrońcy praw człowieka zwracają uwagę na zmianę taktyki władz: od końca września 2024 roku informacje o politycznie motywowanych zatrzymaniach i procesach edytorów Wikipedii nie są publikowane oficjalnie, co znacznie utrudnia niezależny monitoring sytuacji.
Atmosfera zastraszenia i represji, tworzona przez władze Białorusi, wywiera istotnie negatywny wpływ na funkcjonowanie białoruskiej wersji językowej Wikipedii. Obawa przed prześladowaniami skłania wielu edytorów do autocenzury lub całkowitego wycofania się z edytowania tematów politycznie wrażliwych. Część uczestników, zwłaszcza przebywających na terenie Białorusi, jest zmuszona do zaprzestania działalności w Wikipedii ze względów bezpieczeństwa. W efekcie zmniejsza się liczba aktywnych edytorów, co prowadzi do pogorszenia jakości i kompletności opracowania wielu społecznie istotnych tematów, w szczególności tych dotyczących bieżącej sytuacji politycznej w kraju.